# 张晋藩
张晋藩（1930年7月—），山东黄县人，生于辽宁沈阳，中国法制史学家、法学教育家；中共党员，现任中国政法大学终身教授、博士生导师，中国政法大学法律史学研究院名誉院长；曾任中国政法大学副校长、研究生院院长、国务院第二届学科评议组成员，亦是中华人民共和国首批法学博士生导师之一。2024年9月，张晋藩在北京获授“人民教育家”国家荣誉称号。
张晋藩著作颇丰，包括《中国法制通史》《中国民法通史》《中国古代法律制度》《中国法律的传统与近代转型》《清朝法制史》《中华法制文明的演进》《中国官制通史》《清代民法综论》等。其构筑了当代中国法律史学的基本理论框架，并被学界广泛接受。

## 生平
1930年（民国19年）7月，张晋藩出生于辽宁奉天（今辽宁沈阳），自幼随父亲学习书法，六年级时便能写出一手颜体；小学时浏览过《三国演义》《东周列国志》《水浒传》《隋唐演义》等历史小说，积累有一定历史知识。
张晋藩1946年（民国35年）考入私立东北中正大学预科，次年顺利进入本科；1948年，学校并入国立长春大学；同年5月8日，因应辽沈战役当局将学校迁至北平，张晋藩随校流亡至北平求学；7月4日，北平市参议会通过决议，将对东北流亡学生考试，合格者编入临时大学，不合格者则编入中华民国国军，张晋藩参与了次日东北学生举行的反抗示威，目睹国民政府当局枪杀学生后，对中共控制的解放区产生向往。
辽沈战役结束后，张晋藩返回中国东北，经介绍前往东北行政学院学习，但由于当时酷爱文学并未入读。1949年，张晋藩返回中共入主后的北平，入读华北人民革命大学（后并入中国人民大学），同年7月参加工作；1951年暑假，中国人民大学开展清查反革命运动，张前往内蒙古自治区参加土地改革运动，9月17日返校；1952年，张晋藩从中国人民大学中国法制史专业研究生毕业，留校任教。1954年，一届人大一次会议审议通过五四宪法；同年8月6日，张晋藩在《光明日报》上发表从事法制史学研究以来的首篇文章《中国旧民主主义宪政运动的破产》；1963年，他编写出版了中华人民共和国首部法律史学教材《中国国家法权与历史讲义》。
1966年，文化大革命爆发；同年5月，《人民日报》以一个版面的篇幅批判《科举制度史话》与《南京史话》两本书，前者由张与邱远猷合著，理由是该书宣传入党做官论，更深层次的原因是该书所属的“历史小丛书”系列系由吴晗主编，因而被卷入三家村案；此外，张1957年曾公开撰文提出“法律的阶级性不能否定法律的继承性”，1963年曾撰写教科书《中国国家与法权历史讲义》力图破除苏联教科书理路，这些举动在当时政治争议很大，但张在文革期间受到学生保护并未遭受太大波及。1970年，张携家人前往江西五七干校劳动改造，夜里仍坚持写作。
1979年以前，国际上曾三度召开中国法制史学术研讨会，皆未邀请中国大陆学者，张晋藩自日本中国法制史权威滋贺秀三等人处闻知此事后，倍感尊严受辱与惭愧，遂在同年8月中国法制史学会成立时，提出编写《中国法制通史》多卷本的倡议，并牵头召集中国学术界力量最终于1998年完成了十卷本的出版工作。
1983年，张晋藩被评为教授、博士生导师，经国务院学位委员会批准将博士点带到中国政法大学，参与创办法大研究生院，次年起开始招收首届中国法制史博士生；1986年，为中共中央书记处讲授法制课；1987年，张被评为中国法制史重点学科带头人；1991年起，享受国务院特殊贡献津贴；1996年、1998年两度为人大常委会讲授法律课；2001年，受聘为中国政法大学终身教授。
2007年1月，张晋藩法律史学基金会成立，逐年面向中国大陆及港澳台举办全国法律史学学生征文活动并评优奖励；2023年，《张晋藩全集（第一辑）》出版，同年5月13日，由张晋藩捐资100万人民币开辟的“张晋藩阅览室”在烟台大学法律图书馆揭牌启用。
2024年9月29日，张晋藩作为“人民教育家，新中国中国法制史学科的主要创建者”，其“研究成果奠定了该学科的理论基础和结构范式，为我国法学教育和人才培养作出重大贡献”，在北京获授“人民教育家”国家荣誉称号，获颁国家荣誉称号奖章。

## 荣誉
- 中华人民共和国
  - 中国法学会全国杰出资深法学家（2012年9月10日表彰[19]）
  - 北京市优秀共产党员（2021年6月17日表彰[20]）
  - “人民教育家”国家荣誉称号（2024年9月29日授予[18]）